# Anton Vodnik
Anton Vodnik, slovenski pesnik, esejist, umetnostni zgodovinar in urednik, * 28. maj 1901, Podutik, † 2. oktober 1965, Ljubljana.
Anton Vodnik sodi v pesniško generacijo, ki je obnovila ekspresionistično izraznost in izpoveduje ezoterična razmišljanja ter se včasih odmika v svet surrealističnih podob in sanjskih prividov. Bil je plodovit lirik mistično ekspresionističnih videnj, asketskega odpovedovanja in zastrte erotike.

## Življenje in delo
Rodil se je očetu kamnoseku Antonu st. in materi Marijani (rojena Teršan).
V Zapužah pri Šentvidu je Vodnik obiskoval pet razredov osnovne šole, zatem klasično gimnazijo v škofovskih zavodih, z doktorsko disertacijo o kiparju Francescu Robbi pa je zaključil študij umetnostne zgodovine na Univerzi v Ljubljani.
Leta 1928 je postal kulturni urednik pri Sodobnosti, do leta 1931 delal kot knjižničar pri Prosvetni zvezi ter urednik in lektor pri Jugoslovanski knjigarni. Do leta 1941 je bil urednik pri Mohorjevi družbi v Celju. Med vojno je deloval kot honorarni predavatelj umetnostne zgodovine na Akademiji za glasbo v Ljubljani.
V tem času je Vodnik sodeloval z OF: v stanovanju je gostil sestanke aktivistov OF, seje Izvršnega odbora OF ter ga ponudil v uporabo kot skladišče Rdeče pomoči za partizanske otroke. V času vojne je bil tudi zaprt, nekaj časa celo z Lovrom Kuharjem - Prežihovim Vorancem, po osvoboditvi pa postal oskrbnik nekdanje Prosvetne zveze, član uredniškega odbora in lektor pri DZS ter se leta 1952 upokojil.

### Lirika
Vodnik je svojo poezijo objavljal že med šolanjem v glasilih Jutranja zarja, Domače vaje, nato v Almanahu katoliškega dijaštva ter v različnih listih. Za vso njegovo liriko je značilna težnja po dojemanju stvarnosti kot harmonične enote. Lepota in čistost naj bi pomagali blažiti človekova izkustva zunaj umetnosti in religije. Lepota ima predvsem po vojni vlogo razreševalke pesnikovih eksistencialnih vprašanj. Vodnikovo liriko zaznamuje skrajna poduhovljenost, z občasnimi krajšimi pogledi v konkretnejše družbenozgodovinske probleme.
S svojo prvo zbirko Žalostne roke (1922) postane eden izmed nosilcev slovenskega katoliškega ekspresionizma. V zbirki prevladujejo motivi in teme mističnega in erotičnega hrepenenja ter skupinske religiozne predanosti.
V drugi zbirki Viglije (1923) je močneje izraženo hrepenenje po umiku iz življenja na sploh, ki ga združi s težnjo po združitvi s poduhovljeno onostrankso ljubico, "sestro", ki ji poje viglije. Gre za 32 pesmi brez naslovov, kjer skozi fiktivni dialog med zaljubljencema izraža temo poduhovljene erotike.
V tretji zbirki Skozi vrtove (1941) se znova približa stvarnejši motiviki, pogosto združuje krščansko in panteistično predstavo sveta, simboli postajajo v primerjavi s prejšnjima zbirkama vse bolj realistični, a še vedno estetski.
V zbirki Srebrni rog (1948) Vodnik še vedno išče pomiritev med na eni strani sanjami o lepši prihodnosti, za katero so se v NOB številni žrtvovali, in tragiko človekovega življenja v družbeno-zgodovinski stvarnosti. Pogosti so motivi iz mitov in legend, nekaj je tudi predmetnih pesmi.
V izboru Zlati krogi se znova odmakne od konkretne lirske stvarnosti, spet pa prevladuje tema hrepenenja po zlitju z lučjo, s čimer se od krščanstva premika k panteistični enotnosti.
V Glasu tišine se motivi in teme vrtijo okoli ljubezni, pesnjenja in smrti, vpelje tudi simbol pesniškega navdiha, Evridiko. Še zadnjič se umakne v svojo vizijo panteistične oziroma krščanske predstave vesoljne harmonije.
Sončni mlini so izbor iz vseh prejšnjih zbirk.

### Esejistična dejavnost
Vodnik v svojih esejih piše predvsem o literaturi in umetnosti na splošno. V eseju Zora-Luč iz leta 1920 razmišlja o Tolstojevem razmerju do Dostojevskega, v delu Ob Župančiču (Jutranje novosti, 1923) primerja njegovo in Cankarjevo poezijo, v eseju Pesem in ti pa razlaga svoje dojemanje umetnosti in razmerje do religije. O tem polemizira tudi z J. Vidmarjem v Umetnostnem nazoru J. Vidmarja (1927). Med pomembnejše spise spadata 50-letnica Sardenka (1928) in Oton Župančič in mladina (1928), kjer piše, da katoliški ekspresionisti ne zavračajo načel slovenske moderne, temveč jih upoštevajo, a s poudarkom na poglobljenem razmišljanju o religiozni mističnosti. Napiše tudi več literarnih ocen.

### Anton Vodnik - umetnostni zgodovinar
Zanimal se je predvsem za slikarstvo Franceta in Toneta Kralja ter v svoji doktorski disertaciji med drugim slogovno opredelil baročnega kiparja F. Robbo.

### Uredniško delo
Vodnik je najprej urejal gimnazijski list Domače vaje, nato Almanah katoliškega dijaštva, Križ na gori, sourejal Dom in svet ter urejal prve letnike Vestnika Jugoslovanske knjigarne.

## Pesniške zbirke
- Skozi vrtove (COBISS)
- Srebrni rog (COBISS)
- Zlati krogi (1951)
- Glas tišine (COBISS)
- Sončni mlini (1964)
- Pesmi (COBISS)